# Entreprise
 (mars 2025).
Ne doit pas être confondu avec Enterprise.
Pour les articles homonymes, voir Entreprise (homonymie).

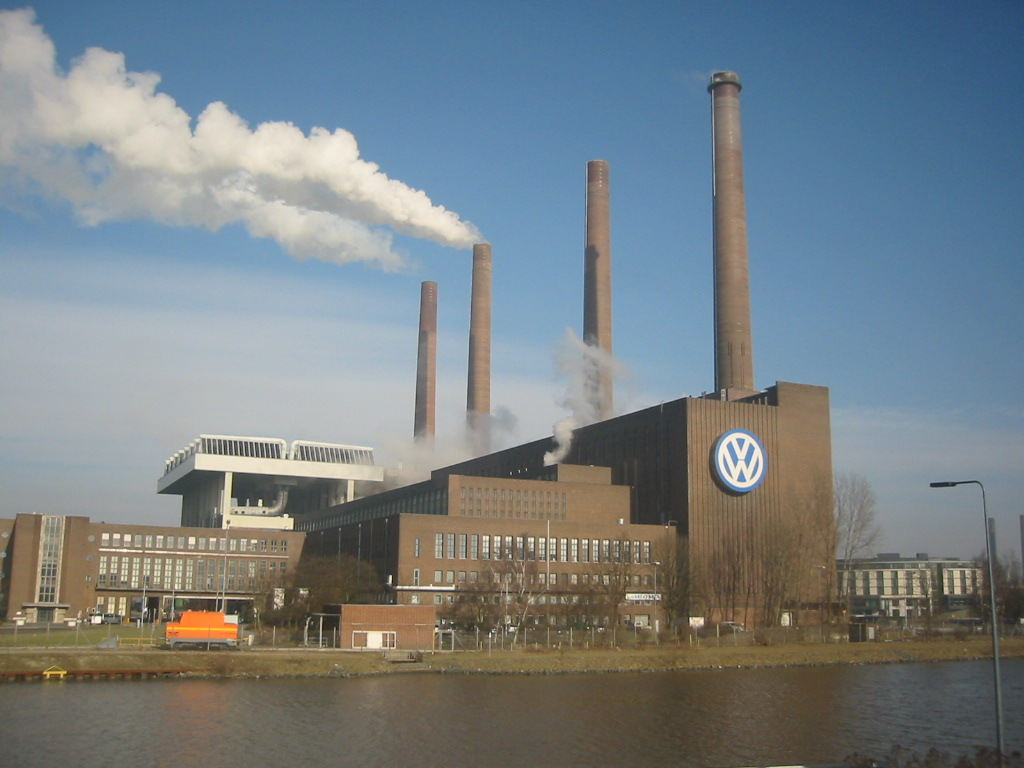
Usine Volkswagen arborant son logo.

Une entreprise, également appelée firme, compagnie ou société, ou encore familièrement boîte ou business, est une organisation ou une unité institutionnelle, mue par un projet décliné en stratégie, en politiques et en plans d'action, dont le but est de produire et de fournir des biens ou des services à destination d'un ensemble de clients, en réalisant un équilibre de ses comptes de charges et de produits.
Pour ce faire, une entreprise fait appel, mobilise et consomme des ressources (matérielles, humaines, financières, immatérielles et informationnelles) ce qui la conduit à devoir coordonner des fonctions (fonction d'achat, fonction commerciale, fonction informatique, etc.). Elle exerce son activité dans le cadre d'un contexte précis auquel elle doit s'adapter : un environnement plus ou moins concurrentiel, une filière technico-économique caractérisée par un état de l'art, un cadre socio-culturel et réglementaire spécifique. Elle peut se donner comme objectif de dégager un certain niveau de rentabilité, plus ou moins élevé. Du point de vue légal, une entreprise est une personne morale.
Depuis le début du XXIe siècle, les entreprises sont appelées à prendre en compte les exigences de développement durable, à travers la responsabilité sociétale des entreprises.

## À la recherche d'une définition

### Définition de l'INSEE
L'entreprise est la plus petite combinaison d'unités légales qui constitue une unité organisationnelle de production de biens et de services jouissant d'une certaine autonomie de décision, notamment pour l'affectation de ses ressources courantes.

### L'entreprise selon l'approche juridique
En droit français, il n'y a pas de reconnaissance de l'entreprise comme sujet, mais comme activité. Il y a plusieurs formes de sujets juridiques qui peuvent porter une entreprise. Les plus courantes sont :
- les sociétés : lorsque l'entreprise est portée par plusieurs associés (société anonyme, société par actions simplifiée, société à responsabilité limitée, société civile professionnelle) ;
- les associations ou coopératives : lorsque l'entreprise n'a pas de but lucratif ;
- les structures individuelles : lorsque l'entreprise est portée par un individu seul (auto-entrepreneur, profession libérale, artisan, entreprise individuelle, EURL).

La forme juridique choisie doit faire l'objet d'un enregistrement auprès des autorités compétentes (registre du commerce et des sociétés ; répertoire des métiers pour les entreprises artisanales ; URSSAF pour les professions libérales). Cette forme juridique est associée à une identification distinctive et non ambiguë (en France par exemple, inscription au répertoire SIREN/SIRET).
Lorsqu'il s'agit d'une société, cet enregistrement lui confère la personnalité morale et un statut juridique dont la forme dépend de l'objet social de la société, du nombre des apporteurs de capitaux, du montant des capitaux engagés, ainsi que du cadre législatif et réglementaire en vigueur. L'exercice de l'activité de l'entreprise peut également faire l'objet d'une autorisation préalable délivrée à titre permanent ou révisable, là encore dans le cadre des législations en vigueur (exemples des activités de banque, assurance, pharmacie, travail temporaire, etc.).
La question de l'entreprise comme patrimoine juridique, comme propriété, est toujours débattue en doctrine. En l'état actuel du droit français seuls des aspects parcellaires de l'entreprise, comme le capital, la fidélité de la clientèle et les moyens de production, sont considérés comme des droits patrimoniaux qui reviennent à l'entité exploitante. Par contre, la liberté d'entreprendre est reconnue par le Conseil d’État comme principe général du droit à valeur constitutionnelle.
Par le concept de société, le droit identifie donc l'entreprise avec ses dirigeants. Cependant, le droit encadre aussi la représentation des employés au sein de l'entreprise (voir Comité d'entreprise).

#### La personnalité de l'entreprise en anthropologie
La conception de l'entreprise comme une entité propre et capable d'agir par elle-même est une construction culturelle. L'attribution de décisions, de comportements, voire d'émotions, à une entreprise est une croyance qui l'assimile à une personne humaine. Cette personnalisation de l'entreprise se retrouve en droit des sociétés, qui utilise l'image de la personne morale. Elle se retrouve aussi en marketing avec le concept d'identité de l'entreprise auprès des clients.
Cette assimilation culturelle a des effets juridiques et économiques. Ainsi, le concept de « responsabilité limitée » et sa mise en œuvre dans les lois au XIXe siècle (ex. : en France, lois du 23 mai 1863 puis du 24 juillet 1867 ; en Angleterre lois de 1856 à 1862 sur les Joint-Stock Company limited) compte, d'après Y.N. Harari dans son ouvrage Sapiens, « parmi les inventions les plus ingénieuses de l’humanité » : « Peugeot est une création de notre imagination collective. Les juristes parlent de « fiction de droit ». Peugeot appartient à un genre particulier de fictions juridiques, celle des « sociétés anonymes à responsabilité limitée ». Harari explique : « Si une voiture tombait en panne, l’acheteur pouvait poursuivre Peugeot, mais pas Armand Peugeot. Si la société empruntait des millions avant de faire faillite, Armand Peugeot ne devait pas le moindre franc à ses créanciers. Après tout, le prêt avait été accordé à Peugeot, la société, non pas à Armand Peugeot, l’Homosapiens ».
La « responsabilité limitée » est donc un transfert de la responsabilité pénale de l'actionnaire à la société-entreprise, et des risques économiques à son collectif de travail. Toutefois, ce transfert ne s'accompagne pas en retour d'un transfert de propriété du fait de la non-réalité juridique de l'entreprise : quel que soit le montant investi par l'actionnaire il a toujours le pouvoir et est propriétaire de fait (grâce à sa possession des actions) de tous les moyens de production (locaux, machines, moyens informatiques, etc.), y compris de ceux acquis grâce aux « millions » empruntés : c'est l'entreprise, qui acquiert en empruntant, qui rembourse, et qui entretient à ses frais les moyens de production en plus, bien entendu, de payer les salaires, charges et taxes.
Grâce à cette « responsabilité limitée » conjuguée avec la non-réalité juridique de l'entreprise, plusieurs procédés permettent aux actionnaires d'accroître les moyens de production qu'ils contrôlent en minimisant au maximum leur mise (le capital social) : investissement par effet de levier, achat à effet de levier, rachat d'actions. Il est donc très compréhensible que les actionnaires recourent à ces procédés plutôt que d’émettre des actions supplémentaires provoquant l'arrivée d'autres actionnaires avec qui certes les risques sont partagés, mais également le pouvoir et la propriété. Si l'entreprise était comme une association loi de 1901, sujet de droit, la « responsabilité limitée » serait remplacée par les « responsabilités et propriétés partagées » entre actionnaires et le collectif de travail de l'entreprise, chacun selon sa contribution.

### L'entreprise comme entité politique
L’entreprise est fréquemment considérée comme une entité économique et donc apolitique. Cependant, de nombreux travaux dans plusieurs disciplines (droit, sociologie, science politique) envisagent le contraire. Plusieurs arguments sont avancés pour justifier pourquoi l’entreprise est une entité politique:
- L’entreprise va prendre des décisions qui auront des répercussions sur la vie de ses employés et sur le monde externe (aspect interne et externe). Elle commet donc des actes politiques, au sens de Politeia.
- L’entreprise comprend en son sein une multitude de relations de pouvoir et contient fréquemment une hiérarchie[3]. Tout cela engendre une politique interne à l’entreprise qui peut à nouveau influencer sur la vie de chacun des membres de cette entreprise.
- Juridiquement, deux lois françaises vont encourager cette vision de l’entreprise comme entité politique. La loi sur le devoir de vigilance et la loi Pacte. Toutes deux vont viser à rendre les entreprises responsables d’actions à portée sociétale ou environnementale et donc assoir le statut des entreprises comme acteurs politiques[4]. La loi Pacte va même jusqu’à créer le statut d’entreprise à mission pour les entreprises ayant un but social ou environnemental en plus de lucratif.

### L'entrepreneur
Le concept d'entrepreneur désigne celui qui entreprend, qui se trouve être à l'origine et concrétise un projet d'entreprise :
- sa démarche peut être innovatrice lorsqu'il anticipe un besoin, ou assemble et organise les outils et les compétences nécessaires pour satisfaire de manière inédite ce besoin. Ce type d'entrepreneur fait appel à des notions de création et d'innovation[5], et se distingue donc de celui de chef d'entreprise. Pourtant, ces deux termes bien que relevant de réalités différentes, caractérisent souvent les mêmes personnes : un entrepreneur est un chef d'entreprise s'il pilote lui-même son projet et un chef d'entreprise peut être qualifié d'entrepreneur à raison des objectifs intrinsèques de sa fonction ;
- la démarche peut être moins originale et plus conventionnelle lorsque l'entrepreneur considéré porte un projet qui s'inspire fortement, voire reproduit ou utilise des modèles d'activité ou d'entreprise déjà existants.

Ce faisant, l'entrepreneur prend le risque que le besoin ne se matérialise pas ou que les moyens qu'il met en place pour le satisfaire se révèlent inadéquats.
Historiquement, l'entrepreneur est un intermédiaire, un agent en travail : on lui passe des commandes fermes de biens ou de services, il recherche les ouvriers qui vont produire chacun une partie de cette commande et il s'assure de la bonne livraison. Ceci dans un contexte où la division du travail est trop peu marquée, où les ouvriers travaillent à domicile, et disposent de leurs outils et même de leurs machines (métier à tisser par exemple).
Avant la révolution industrielle, un entrepreneur est surtout un « homme-orchestre » capable d'optimiser les besoins en capitaux et les ressources humaines pour mener une activité licite et rentable, les moyens de production et la force de travail n'étant pas encore regroupé au sein d'entreprise. On retrouve encore au XXIe siècle ce type d'organisation, par exemple, dans l'industrie du transport, les services (ex. : ingénierie) où à côté de grands groupes, des indépendants sont propriétaires de leur outil de travail (par exemple : camions, péniches ou barges) et trouvent leurs donneurs d'ordres par l'intermédiaire de courtiers.
Avec la révolution industrielle, les entrepreneurs changent, ils regroupent des machines sur un même lieu de travail et conservent les mêmes ouvriers longtemps, ce qui donne naissance aux entreprises au sens traditionnel. On voit alors émerger la figure du chef d'entreprise (un exemple connu étant celui d'Henry Ford).

## Histoire
Les prémices de l'entreprise au sens moderne du terme n'apparaissent qu'au XVIIIe siècle, avant cela, les activités de production et d'échange sont presque exclusivement assurées au sein de familles ou de guildes. La place de l'entrepreneur y est alors essentielle, il dirige tous les maillons de la chaîne de valeur. Du fait principalement de l'industrialisation, au XIXe siècle, l'organisation des entreprises change considérablement. L'identité familiale de l'entreprise et l'exclusivité du pouvoir de l'entrepreneur-dirigeant s'affaiblissent progressivement. À partir de 1880 se développent les « grandes entreprises modernes » sous forme de sociétés anonymes où la contribution de chaque actionnaire aux pertes ne peut excéder sa part dans le capital social. Grâce à ce principe, l'offre de capitaux explose.

## Typologies économiques
Les entreprises peuvent être classées selon différents critères :

### Classification par secteur économique
La classification par secteur économique est déterminée par l'activité principale de l'entreprise :
- secteur primaire : il s'agit d'activités liées à l'extraction des ressources naturelles via l'agriculture, la pêche, l'exploitation forestière ou minière ;
- secteur secondaire : il s'agit d'activités liées à la transformation des ressources naturelles issues du secteur primaire (bâtiments et travaux publics, électroménager, aéronautique, etc.) ;
- secteur tertiaire : il regroupe toutes les activités économiques qui ne font pas partie du secteur primaire et secondaire. Il s'agit d'activités marchandes (vente de produit) et d'activités non marchandes (vente de services, non échangeables).

Au-delà de ce découpage classique, un secteur quaternaire est parfois distingué, avec une définition variant selon les auteurs.

### Classification par taille et conséquences économiques
Selon la définition de la Commission européenne en 2011, les entreprises sont classées comme :
- microentreprise : sous-catégorie des TPE définie en France par un chiffre d'affaires inférieur à 81 500 euros pour celles réalisant des opérations d'achat-vente et à 32 600 euros pour les autres ;
- très petite entreprise (TPE) : moins de 10 salariés avec soit un chiffre d'affaires inférieur à 2 millions d'euros par an, soit un total bilan inférieur à 2 millions d'euros ;
- petite et moyenne entreprise (PME), on distingue :
  - petite entreprise (PE) : entre 10 salariés et 49 salariés avec soit un chiffre d'affaires inférieur à 10 millions d'euros par an, soit un total bilan inférieur à 10 millions d'euros,
  - moyenne entreprise (ME) : entre 50 salariés et 199 salariés avec soit un chiffre d'affaires inférieur à 50 millions d'euros par an, soit un total bilan inférieur à 43 millions d'euros ;
- grande entreprise : plus de 200 salariés et à la fois un chiffre d'affaires supérieur ou égal à 50 millions d'euros par an et un total bilan supérieur ou égal à 43 millions d'euros ;
- groupe d'entreprises : comporte une société mère et des filiales ;
- entreprise étendue (ou en réseau, ou matricielle, ou virtuelle) : comprend une entreprise pilote travaillant avec de nombreuses entreprises partenaires.

### Classification par branche et secteur d'activité (classification Insee)
- Le secteur : ensemble des entreprises ayant la même activité principale.
- La branche : ensemble d'unités de production fournissant un même produit ou service.

Pour l'Insee, une entreprise est une unité économique, juridiquement autonome, organisée pour produire des biens ou des services pour le marché ; elle est identifiée par le numéro SIREN. Un établissement est une unité de production géographiquement individualisée mais juridiquement dépendante de l'entreprise, et où s'exerce tout ou partie de l'activité de celle-ci ; il est identifié par un numéro SIRET.

## Classification par statut juridique

### Selon la forme juridique
- Les entreprises individuelles (existence juridique à travers la personne physique de l'entrepreneur — EI, EIRL).
- Les sociétés civiles (exemple : société civile professionnelle).
- Les sociétés commerciales (de personnes ou de capitaux ; parfois unipersonnelles — EURL, SASU).
- Les groupements d'intérêt économique.
- Les associations, entreprises privées dont les bénéfices doivent être intégralement réinvestis.
- Les sociétés coopératives, dans lesquelles les associés coopérateurs n'ont chacun qu'une voix quel que soit le montant de leurs apports (salariés, consommateurs, habitants, bénéficiaires du service, etc.).
- Les sociétés mutuelles à but non lucratif, immatriculées au registre national des mutuelles et soumises aux dispositions du code de la mutualité.

### Selon l'objet social
Une autre forme de classement distingue trois grands types d'entreprises[réf. nécessaire] existant dans tous les pays :
- les entreprises privées à but lucratif (exemple : TPE, PME, groupe d'entreprises) ;
- les entreprises privées à but non lucratif (sociétés coopératives, associations et sociétés mutuelles relevant de l'économie sociale) ;
- les entreprises chargées d'une mission de service public (exemple : régie des transports urbains, régie des eaux, établissements publics industriels et commerciaux).

### Statuts juridiques en France
L'activité économique est, dans tous les pays, encadrée par une réglementation. La plupart des entreprises fonctionnent donc dans un cadre prédéterminé par la loi : le droit des sociétés.

#### Entreprise individuelle
Dans le contexte de l'économie capitaliste, il est possible d'avoir une entreprise à titre personnel. Il s'agit alors d'une entreprise individuelle, c'est-à-dire que l'entrepreneur exerce directement et en son propre nom l'activité économique. L'exercice d'une activité sous forme d'entreprise individuelle concerne en général les TPE.

#### Entreprise personne morale
Il est aussi possible de constituer une personne morale sous forme de société. Celle-ci peut grouper plusieurs participants à son capital et est apte à faire des actes de gestion. Les diverses formes de sociétés varient selon les pays.
Il convient alors de distinguer la propriété effective de l'entreprise et le pouvoir d'accomplir des actes de gestion au nom de la société. Selon la forme sociale, le responsable de la marche courante de l'entreprise sera appelé un gérant, président-directeur général ou directeur général. Le titulaire de cette fonction peut être détenteur de parts sociales ou d'actions ou être mandaté pour cela par l'assemblée générale des associés.
Le droit des sociétés français distingue notamment les statuts de société anonyme (SA), société à responsabilité limitée (SARL), société par actions simplifiée (SAS), société civile (SC), société d'exercice libéral à responsabilité limitée (SELARL) et société en nom collectif (SNC). Un statut spécial nommé Euro 2016 SAS a été créé en 2014 afin que l'UEFA puisse organiser la coupe d'Europe de Football de 2016 en France sans devoir payer des impôts autre que la TVA (étant une taxe réglementée à l'international).
Le fait qu'une entreprise utilise une forme de société par actions n'implique pas nécessairement que ces titres soient cotés en bourse (ou même qu'elle soit considérée comme faisant un appel public à l'épargne). Si c'est le cas, des achats en bourse ou des offres publiques peuvent faire changer la majorité de contrôle de l'entreprise, et aboutir aussi au changement de sa direction.

## Finalités

### Objectifs généraux
La fonction première d'une entreprise varie selon l'entreprise ou même selon les points de vue au sein d'une même entreprise (par exemple, point de vue de l'actionnaire, de l'employé, du syndicat, de la direction, etc.). Parmi les différentes fonctions opérationnelles habituellement observées, on trouve :
- servir le marché, en produisant et distribuant des biens et services correspondant à une demande solvable. C'est sa seule justification économique, aucune entreprise ne pouvant survivre sans en faire sa priorité, à moins d'être protégée et en dehors du champ de la concurrence (exemple : cas de certains services publics), ce qui, d'un point de vue purement économique, peut la conduire à consommer plus de ressources qu'elle ne présente d'utilité ;
- gagner de l'argent, c'est-à-dire extraire des bénéfices financiers en « récoltant plus d'argent que d'argent investi », notamment pour attirer les investisseurs institutionnels et les petits actionnaires ;
- produire un excédent de trésorerie, qui sera investi avec un plus grand profit dans le développement des activités ou une autre entreprise (dans le cadre d'un « groupe ») ;
- maximiser l'utilité sociale ou environnementale. Certaines sociétés (entreprises à mission) se donnent même statutairement l'utilité sociale comme finalité ;
- atteindre un but technique : réalisation d'un ouvrage (tunnel, pont, route, etc.), fabrication d'un produit manufacturé, la conception et réalisation d'un service donnant satisfaction à un client. Ce but technique peut lui-même être extrêmement varié, on citera notamment :
  - les activités qui ne sont pas, pour l'entrepreneur, l'enjeu principal, mais un moyen au service d'une autre activité : par exemple, la possession d'un groupe de presse, de production de ressources stratégiques ou d'entreprises vecteurs d'images (à l'exemple de la présence des cigarettiers dans l'industrie du prêt-à-porter),
  - les coopératives agricoles qui sont des entreprises qui visent à dégager un bénéfice non pour elles-mêmes, mais pour les coopérateurs adhérents,
  - les « entreprises d'insertion » visent à rendre aptes leurs employés à occuper un travail « normal », sans chercher dans certains cas (atelier chantier d'insertion) à générer du bénéfice.

Certaines sociétés peuvent être constituées pour détourner les fonctions premières de l'entreprise, notamment pour camoufler des activités légales ou illégales (exemple : certaines activités comme le jeu, le change, le lavage de voitures, l'immobilier sont connues pour permettre le « recyclage » ou le « blanchiment » de l'argent issu d'activités illégales).
Divers points de vue politiques sur l'utilité fonctionnelle de l'entreprise privée ont été formalisés au cours de l'histoire et de l'élaboration de la pensée économique :
- de son inutilité totale, aboutissant à sa suppression ou sa collectivisation ;
- à sa complète utilité (notamment en termes de création d'emplois), aboutissant à son encouragement et au développement des PME, des TPE, des sociétés artisanales et des professions libérales.

### Entreprise, concurrence et situation concurrentielle
Pour le droit de la concurrence, la forme juridique (personne morale de droit privé ou de droit public, société, association) et le but (lucratif ou pas) de l'entreprise sont indifférents. Ainsi pour le droit communautaire, « la notion d'entreprise comprend toute entité exerçant une activité économique, indépendamment du statut juridique de cette entité et de son mode de financement » (Cour de justice des communautés européennes (CJCE), arrêt Höffner, 1991).
Néanmoins, n'exerce pas une activité économique, et n'est plus une entreprise soumise au droit de la concurrence, l'organisme qui remplit une fonction exclusivement sociale (CJCE, Poucet 1993) ou celui qui exerce des prérogatives de puissance publique (CJCE, Eurocontrol, 1994).
- Acquisition et cession d'entreprise
- Concurrence
- droit de la concurrence
- Fusion
- Monopole
- Oligopole
- Plan marketing

### Recherche des bénéfices

#### Finalité: rémunérer le risque pris par l'apporteur de capital
Parmi les différents buts possibles pour une entreprise, la recherche du bénéfice occupe une place importante. Le bénéfice de l'entreprise (différent du profit) sert avant tout à rémunérer le capital investi.
Les entreprises peuvent prendre plusieurs formes juridiques correspondant à des caractéristiques différentes de l'apporteur de capital : entreprises individuelles, sociétés de personnes, sociétés de capitaux. Les grandes entreprises sont en général des sociétés de capitaux.
Dans le cas des sociétés de capitaux, si un investisseur (une des personnes qui financent l'entreprise) décide de le placer dans une entreprise plutôt que de le conserver, c'est qu'il souhaite que l'argent ainsi placé dans l'entreprise lui rapporte plus. Si une entreprise ne génère pas un profit suffisant redistribué sous forme de dividendes, sa réputation ternit et elle n'attire plus les investisseurs. Sa capacité de développement (en général consommatrice de capitaux pour, par exemple, ouvrir des filiales à l'étranger ou démarrer de nouveaux programmes d'innovation), voire sa survie, s'en trouvent alors obérées, voire peuvent être remises en cause.
Pour chaque secteur d'activité, il existe un niveau de profit « normal » attendu. Ainsi, par exemple, dans le secteur pharmaceutique des années 2000, le niveau moyen de profit attendu était de 15 % par an du capital investi. Si une entreprise génère moins de profit, les actionnaires qui y ont placé leurs économies (directement ou plus souvent indirectement via une banque ou une caisse de retraite) sont déçus, perdent éventuellement confiance dans l'investissement consenti et vendent leurs actions : le prix de l'entreprise (qu'elle soit en bourse ou non) diminue alors et les investisseurs restants y perdent.
Une entreprise capitaliste dont les profits sont faibles trop longtemps n'a pas de justification économique : elle est en général fermée ou rachetée. Dans le cas d'entreprise de l'économie sociale, elle perdura si elle apporte une utilité sociale à la société (exemple : entreprise de réinsertion) et si elle trouve un bailleur de fonds apte à en financer les pertes éventuelles (exemple : collectivité territoriale). Enfin, les entreprises familiales, à la fois privées et non cotées, peuvent trouver un équilibre entre profits élevés et utilité sociale, tout en réussissant à long terme, notamment par leur taille à l'échelle humaine et la proximité du management vis-à-vis des salariés.

#### L'origine du bénéfice
De manière simplifiée, la rentabilité d'une activité s'obtient en vendant le plus cher possible un produit ou service et en dépensant le moins possible pour le produire.
On distingue des revenus normaux et des revenus exceptionnels :
- les revenus normaux sont les produits des ventes et des opérations financières courantes sur l'année en cours (crédits clients et fournisseurs) ;
- les revenus exceptionnels ne font pas, par définition, partie des opérations courantes de l'entreprise. Il peut s'agir de vente d'actifs (bâtiments, machines, etc.), de vente de filiales ou d'opérations comptables diverses (exemple : réévaluation de la valeur financière d'un stock).

La marge, calculée comme différence entre le prix de vente et le coût de revient des marchandises incorporées dans le produit vendue représente la principale contribution au bénéfice de l'entreprise.
Pour augmenter cette marge, il existe uniquement deux leviers :
- augmenter le prix des produits ou services vendus (exemple : vendre un véhicule automobile à 15 000 €) ;
- diminuer le coût de production des produits ou services vendus (exemple : produire le véhicule avec 12 000 €).

Les moyens d'action sur la réduction des coûts sont extrêmement divers, notamment :
- négocier avec les fournisseurs pour baisser les prix d'achat des marchandises incorporées ;
- améliorer la qualité pour produire avec moins de rebut ;
- améliorer la productivité des machines ;
- améliorer la productivité des hommes (amélioration de la qualification, ajustement du ratio entre la rémunération fixe et celle indexée sur les résultats, amélioration des conditions de travail, audit des pratiques dans le but de les améliorer, meilleure gestion du personnel, management des compétences, audit des outils) ;
- diminuer les taxes et prélèvements sur la production (impôt sur les profits, diminution des cotisations salariales des caisses sociales ou de retraites, bénéficier d'exonérations) ;
- réduire les stocks pour réduire le capital immobilisé ;
- négocier des conditions de règlement plus rapides vis-à-vis des clients afin d'avoir moins de frais financiers ;
- utiliser des logiciels libres pour réduire le capital immobilisé par les logiciels propriétaires payants ;
- s'implanter à côté des lieux de production des matières premières ;
- réduire la masse salariale et les avantages sociaux ;
- utiliser l'analyse de la valeur (c'est souvent le moyen le plus puissant puisqu'on peut réduire parfois les coûts dans des proportions considérables).

### La maîtrise de l'innovation

#### Innovation technique et technologique
La solution à ces déplacements mondiaux des centres de production de faible valeur ajoutée passe par l'innovation, la création d'activités à forte valeur ajoutée (exemple : Airbus A380, TGV, automobiles intelligentes, microprocesseurs, nouveaux matériaux, logiciels sophistiqués, biotechnologies, armements, centrales nucléaires, robot d'assistance aux personnes âgées, textiles intelligents, haute couture, etc.) demandant une main-d'œuvre créative et hautement qualifiée, ainsi que le développement de services de proximité.
En 2008, les services représentent 70 % du PIB du monde occidental, ce qui consacre l’évolution des pays développés vers l’économie post-industrielle[réf. nécessaire].

#### L'entreprise dans la mise en œuvre de la Connaissance
Il y a toujours des organisations, des hommes et des machines. Les entreprises sont de plus en plus globales (même petites) et connectées en réseaux leur permettant de réagir vite à des opportunités et associer des bonnes compétences pour accompagner des « idées au succès ». Les connaissances jouent un rôle prépondérant dans la façon de faire des affaires. On commence à prendre en compte non seulement le capital financier, mais aussi les capitaux immatériels qu'il faut fructifier. La santé et l'avenir des entreprises dépendent de leur capacité à innover et leur savoir-faire en transformation des idées en valeurs à partager pour tous les participants. Dans ce contexte les ordinateurs sous toutes leurs formes jouent le rôle d'assistant intelligent de l'humain,,.

### Critiques et défense de l'entreprise
L'entreprise privée, en tant qu'entité de création et de partage des richesses, a fait l'objet de nombreuses critiques. La critique, provenant en particulier depuis le XIXe siècle de la pensée du socialisme et du christianisme social, s'est révélée plus profonde dans les pays de culture catholique (où les rapports de la morale avec l'argent sont complexes) que dans les pays de culture protestante, dans lesquels la position et la fonction sociale de chaque individu est considérée comme étant le fruit de la volonté divine (selon la thèse de Max Weber sur l'éthique protestante et le capitalisme).
L'entreprise privée est considérée par certains détracteurs comme une entité faisant primer ses intérêts particuliers au détriment de l'intérêt général.
- La critique socialiste apparue au XIXe siècle s'est d'abord portée sur les conséquences économiques avec la question de la répartition inégalitaire des richesses créées par l'entreprise, au profit des capitalistes (la rémunération du capital) et au détriment des salariés (qui apportent leur travail). Elle a notamment été théorisée par Karl Marx.
- Les critiques concernant l'influence des entreprises sur le pouvoir politique se sont ajoutées. Dans la théorie marxiste, la « superstructure » sociale, qui comprend les pouvoirs politique et religieux est au service de l'« infrastructure » économique. Cette critique, sur le lien entre hommes politiques et entreprises, même en dehors du courant de pensée marxiste, est très vivace au début du XXIe siècle.
- Les entreprises sont accusées de mener un jeu géopolitique propre, dicté par leurs seuls intérêts, indépendant, voire contradictoire avec celui des politiques étrangères nationales ou internationales (par exemple, sur la question des droits de l'homme).
- Historiquement, les (ou des) entreprises privées ont été accusées d'avoir promu le colonialisme et l'impérialisme occidental et la guerre. C'est par exemple, la critique de Lénine sur l'impérialisme, stade suprême du capitalisme.
- À partir de la fin du XXe siècle, les entreprises ont été accusées de dégrader l'environnement dans le cadre de leur activité.

D'autres critiques se sont focalisées sur le fonctionnement interne de l'entreprise privée. On relèvera notamment :
- la critique d'exploitation du salarié compte tenu de l'asymétrie des rapports de force entre employeurs et employés, notamment en période de chômage ;
- des critiques sur la ligne de partage de la richesse (des gains de productivité, des bénéfices) entre ceux qui apportent le capital et ceux qui apportent le travail ;
- la critique du pouvoir dans l'entreprise qui appartient traditionnellement aux agents apportant les capitaux et non à ceux qui fournissent leur travail. D'où des tentatives d'équilibrage à travers, par exemple, la cogestion en Allemagne ;
- la critique des formes de pression exercée sur le salarié et conduisant à des phénomènes de stress, évoqués notamment à partir de la fin du XXe siècle.

Face aux critiques, les défenseurs des entreprises soulignent que l'intérêt privé va en fait dans le sens de l'intérêt général :
- l'entreprise privée constitue le moyen le plus efficace d'allocation des ressources (capital, travail, matières premières et énergie) compte tenu notamment de la contrainte de rentabilité ;
- l'entreprise privée constitue le moteur le plus efficace de la croissance économique et de l'innovation technique. Même quand elle n'est pas à sa source, l'entreprise est le vecteur d'application et de diffusion des innovations techniques ;
- l'entreprise, guidée par le souci de son développement et de sa rentabilité, ne tient pas compte des distinctions de nationalité, de race ou de sexe pour ne se baser que sur le mérite personnel. L'entreprise est alors considérée comme un facteur de paix et de rapprochement international et d'intégration des personnes différentes.

En ce qui concerne le fonctionnement interne de l'entreprise, ses défenseurs ajoutent que l'entreprise peut au contraire être un lieu d'épanouissement personnel. Les cas les plus en pointe de cette tendance se situent dans les entreprises de nouvelles technologies, dans lesquelles les entrepreneurs sont souvent jeunes et les rapports humains moins formels (la culture de la startup cool). La transformation de certaines entreprises en véritables lieux de vie, avec espaces de détente collectifs à proximité, a été considérée par certains comme un moyen insidieux de contrôle de l'employé.
Certaines grandes entreprises privées ont développé depuis le XIXe siècle des programmes sociaux et culturels pour leurs employés (cantines, logements, cours, activités sportives et culturelles, vacances). Ces pratiques, parfois issues du christianisme social, ont été dénoncées en Occident par la pensée socialiste comme relevant du paternalisme (capitalisme paternaliste). À l'extrême, certaines entreprises ont donné naissance, avec les logements ouvriers, à de véritables villes (par exemple en France, Anzin ou Decazeville). Ces pratiques ont tendance à disparaître avec la tendance au recentrage des entreprises sur leur cœur de métier.

## Organisation et fonctionnement

### Acteurs: actionnaires, dirigeants et salariés
L'entreprise fonctionne avec plusieurs types d'acteurs :
- les actionnaires (lorsque la forme juridique de l'entreprise est une société) ;
- les dirigeants (mandatés par les actionnaires lorsqu'il y en a) ;
- les salariés (recrutés par les dirigeants de l'entreprise).

Selon la taille et le statut juridique choisi par l'entreprise, ces acteurs sont parfois confondus : une cordonnerie fonctionnant avec une personne unique peut soit relever d'une activité artisanale sans capital ni salarié, soit être constituée en société, la même personne étant à la fois détentrice du capital, mandataire social et unique salarié. Les entreprises plus grandes sont généralement constituées en société et ces acteurs sont différenciés.

#### Actionnaires
Les actionnaires détiennent le capital de la société qui porte l'entreprise. Leur rôle est d'apporter les fonds nécessaires au développement de l'entreprise, de choisir les membres de la direction et d'avaliser, ou non, l'administration des affaires par la direction. Ils perçoivent des revenus sur les bénéfices de l'entreprise, dénommés dividendes, et peuvent influer de manière notable sur les décisions prises par le conseil d'administration, car ce sont eux qui l'élisent au terme de l'assemblée générale annuelle.

#### Dirigeants
Les dirigeants sont chargés de la gestion des affaires courantes de l'entreprise et du déploiement de la stratégie d'entreprise validée par les actionnaires. Sa rémunération est en général formée d'un salaire, ainsi que d'une forme d'intéressement, souvent sous la forme de stock options ou de bonus financiers plus ou moins indexés sur la performance de l'entreprise.

#### Salariés
Les salariés sont en général composés des :
- cadres, chargés de la gestion et de la conduite des opérations par l'encadrement des ressources humaines appropriées ;
- employés, chargés de l'exécution des processus commerciaux et de production en liaison avec l'encadrement.

Ils perçoivent un salaire en échange de leur travail fourni au sein de l'entreprise.

#### Des acteurs en coopération ou en compétition
Certaines approches de l'entreprise reposent sur le principe que les trois catégories d'acteurs de l'entreprise privée (actionnaires, direction, salariés) sont porteurs d'intérêts divergents et elles opposent les intérêts des salariés et ceux des actionnaires.
D'autres approches de l'entreprise reposent sur une vision systémique plus régulée et plus coopérative entre les trois catégories d'acteurs.

#### Gouvernement d'entreprise
La notion de gouvernement d'entreprise (ou gouvernance en franglais) ou Corporate Governance est apparue à la fin du XIXe siècle pour accompagner un renversement du pouvoir au sein de l'entreprise. Cette notion ne concerne que les entreprises dont le nombre de salariés est supérieur à 500 personnes et qui ne dépassent pas le chiffre de 2000 en France dans les statistiques de la fin des années 1990.
- Dans l'entreprise classique selon le modèle du XIXe siècle, comme dans les PME, le pouvoir appartient aux actionnaires, qui sont les propriétaires de l'entreprise. Même s'ils délèguent, dès le XIXe siècle, la gestion à des cadres et des ingénieurs, les contacts sont fréquents et le contrôle étroit.
- Le développement de la taille des entreprises a entraîné à la fois une complexité croissante des fonctions de direction des grandes entreprises, avec des spécialisations, et la dispersion de leur actionnariat. Le véritable pouvoir est passé aux mains des dirigeants opérationnels de l'entreprise, tandis que le contrôle de l'actionnaire est devenu plus lointain, parfois réduit au seul rituel de l'assemblée générale annuelle des actionnaires. Cette ère des managers a été théorisée par James Burnham en 1941, dont l'édition française a été préfacée par Léon Blum en 1947.
- Avec la « révolution libérale » des années 1980 et la généralisation du principe du marché, il est apparu que les intérêts des managers ne coïncidaient pas toujours avec ceux des actionnaires. Par exemple, le manager peut privilégier une stratégie axée sur la croissance et la taille de l'entreprise, tandis que l'intérêt de l'actionnaire peut privilégier la rentabilité de l'entreprise et de son action. Le thème du gouvernement d'entreprise, apparu en France au milieu des années 1990 avec notamment le rapport Viénot, tend à rendre aux actionnaires une part du pouvoir qu'ils ont perdu. Il s'exprime de plusieurs façons :
  - La réglementation s'est durcie en ce sens (loi NRE, en France), renforçant les obligations de la direction de rendre compte de son travail devant les actionnaires.
  - La séparation des fonctions entre représentation des actionnaires (rôle du président du conseil d'administration ou du conseil de surveillance) et direction opérationnelle (rôle du directeur général ou du président du directoire) constitue une forme de réponse.
  - Les exigences de retour sur capitaux investis (ROE ou ROCE) marquent la prise en compte au niveau des objectifs financiers des entreprises de l'intérêt de l'actionnaire.
  - Le développement des politiques de stock options, au cours de ces mêmes années, va également dans la logique de lier l'intérêt du manager avec celui de l'actionnaire.

### Organisation
Une entreprise repose sur un certain nombre de fonctions vitales qui assurent son fonctionnement. Henri Fayol qui les qualifiait d'« essentielles » en avait en son temps (1916) distingué six : technique, commerciale, financière, de sécurité, comptable (informationnelle), administrative (de gestion). Elles sont aujourd'hui beaucoup plus nombreuses et il est difficile d'en donner une liste.
Généralement, les entreprises instaurent une hiérarchie parmi leurs employés : ceux qui sont situés à un échelon inférieur (exemple : équipiers, collaborateurs, employés…) obéissent à ceux situés à un échelon supérieur (managers, cadres, chefs de projet…). Cette organisation hiérarchique peut se justifier par l'existence de coûts de transaction, justification qui découle du théorème de Coase et est développée par les travaux d'Oliver Williamson. La hiérarchisation est combinée à une spécialisation des activités dans la structure organisationnelle de l'entreprise. Cette question de l'organisation a été étudiée notamment par Henry Mintzberg dans son ouvrage : Structure et dynamique des organisations.
Les entreprises sont généralement organisées avec :
- des entités opérationnelles, qui sont généralement axées sur les métiers (par exemple, en 2008, le groupe Danone est organisé en trois pôles : produits laitiers frais, biscuits et produits céréaliers, boissons). Les grandes entreprises monométiers peuvent être organisées en entités régionales (par exemple, Amériques, Europe-Moyen-Orient-Afrique (ou Emea, regroupement courant dans les entreprises au début du XXIe siècle), Asie) ;
- des fonctions transversales, fonctions « de siège » communes au groupe, ou parfois décentralisées par pôle ou région du monde.

Classiquement, on trouve là les fonctions de direction générale, de direction financière (dont la gestion, la comptabilité, le contrôle de gestion), de ressources humaines, de marketing et communication, de recherche et développement, d'informatique, etc.
Les fonctions transversales peuvent être :
- exercées en interne par des salariés de l'entreprise ;
- sous-traitées à des entreprises extérieures prestataires de services (exemple : communication externe, prestations de recherche et développement) ;
- voire exercées par une personne travaillant seule, en général intervenant comme consultant externe (exemple : expert qualité).

### La gestion

#### Méthodes de gestion
Une entreprise doit être managée dans sa globalité.
Il convient donc d'appliquer l'ensemble des méthodes de management dédiées aux diverses fonctions composantes de l'entreprise :
- les ressources humaines ;
- les finances ;
- les services comptables ;
- les services techniques ;
- les services généraux ;
- les services administratifs ;
- la gestion de la consommation et de l'approvisionnement en énergie (à titre d'exemple, les entreprises françaises absorberaient 57 % de l'énergie consommée dans ce pays, et peinent à réduire leurs dépenses)[13]. De plus dans le monde, après 30 ans de baisse, l'intensité énergétique (consommation d'énergie par unité de PIB, qui est aussi un indice de gaspillage) a en 2011 commencé à ré-augmenter (+ 1,35 % en 2010[14]) ;
- etc.

Il convient également d'appliquer les méthodes de management liées aux processus d'affaires, afin de tenir compte de l'aspect transversal de l'activité de l'entreprise, et sa répartition à travers les fonctions.

#### Informatique de gestion
Il existe deux types d'outils pour la gestion des entreprises :
- des outils généralistes, tels que les suites bureautiques qui permettent de produire des documents, des tableaux, des présentations commerciales ;
- des outils de gestion.

Ces derniers permettent de gérer chacune des fonctions de l'entreprise. Aujourd'hui, la plupart d'entre elles optent pour un progiciel de gestion intégré ou PGI qui a l'avantage de centraliser les données de gestion au sein d'une base de données unique.
Autrefois réservés aux grandes sociétés, ces outils sont de plus en plus répandus dans les PME et PMI.

## Performance et évaluation de l'entreprise
Les performances d'une entreprise sont mesurées à partir d'indicateurs (de productivité concernant la production, de ventes concernant la commercialisation, de résultat d'exploitation concernant la gestion, de résultat financier concernant la rentabilité globale, etc.). Ces indicateurs sont d'autant plus nombreux que l'activité est complexe et diversifiée. Le rôle du contrôle de gestion est d'aller au-delà des comptes annuels (bilan et compte de résultat) pour élaborer des indicateurs sur mesure qui permettront d'évaluer les performances de l'entreprise dans différents domaines. Ces indicateurs permettront de fixer des objectifs, de mesurer des écarts entre les réalisations et les objectifs et de chercher à expliquer ces écarts.

### Critères de mesure de la performance d'une entreprise
L'entreprise se dote d'un système d'information qui lui permet de connaitre l'état de son fonctionnement et de produire à l'attention des décideurs et opérateurs les tableaux de bord pertinents.
Les indicateurs mis en avant sont multiples :
- indicateurs primaires : chiffre d'affaires, valeur ajoutée, part de marché, productivité ;
- indicateurs financiers : analyse financière, résultat net, rentabilité, capacité d'autofinancement (Cash flow), cours des actions ;
- indicateurs plus complexes : compétitivité, notoriété, évaluation d'entreprise.

### Le cas des entreprises en situation particulière
La performance de l'entreprise doit être évaluée de façon spécifique lorsque celle-ci bénéficie de subventions, aide de l'État et aide des banques ou d'un contexte « protégé », lequel peut ne pas être durable et prendre fin de façon plus ou moins brutale parce que mal anticipé.

### Le cas des entreprises en difficulté
La performance d'une entreprise est clairement mise en cause et l'alerte doit être actionnée lorsque celle-ci doit affronter des situations problématiques : cessation de paiement, dépôt de bilan, faillite, redressement judiciaire.

## Communication d'entreprise

### Exigences de développement durable
Les entreprises se soucient de plus en plus de relégitimer leur rôle dans la société à travers divers vecteurs, particulièrement notables à partir de la fin du XXe siècle :
- les rapports de développement durable rédigés par les grandes sociétés mettent en avant leur rôle social et environnemental. La communication sur les efforts en faveur de l'environnement est devenue un argument majeur au début du XXIe siècle. En France, elle est rendue obligatoire par la loi sur les nouvelles régulations économiques (article 116) ;
- le mécénat (artistique, humanitaire, social, etc.) constitue autant un moyen de légitimation de la place de l'entreprise qu'une action de communication institutionnelle en faveur de l'image de l'entreprise ;
- en France, le thème de l'« entreprise citoyenne », en vogue au tout début des années 2000, a fait avancer la réflexion sur la place de l'entreprise dans la société.

L'évaluation de la triple performance économique, sociale et écologique (3P pour People Planet Profit) de l'entreprise se fait par des agences de notation sociétale, qui examinent les rapports de développement durable pour noter les entreprises. Les investissements socialement responsables permettent de s'orienter vers les entreprises les mieux notées sur le plan sociétal.
Ainsi, une nouvelle forme d'entreprise émerge, appelée à prendre en compte les intérêts à long terme de l'ensemble des parties prenantes de l'entreprise, et non plus seulement le seul intérêt à court terme des seuls actionnaires. En effet, le développement durable fait intervenir non seulement le marché, mais aussi l'État et la société civile.
Le mode de gouvernance des entreprises conforme au développement durable s'appelle la responsabilité sociétale des entreprises.

## Autres thèmes
- Acquisition marchande des biens et des moyens de production
- Alliances et partenariats
- Comptabilité
- Contexte de l'entreprise
- Contrôle de gestion
- Finance
- Fiscalité
- Fonctionnement et organisation de l'entreprise
- Gestion de la qualité
- Logistique
- Production
- Ressources humaines
- Responsabilité sociale des entreprises
- Restructuration